# Occidozyga magnapustulosa
Occidozyga magnapustulosus es una especie  de anfibios de la familia Dicroglossidae.

## Distribución geográfica
Se encuentra en Laos, Tailandia y Vietnam. 